# De unges Melodi Grand Prix
De unges Melodi Grand Prix, o MGP Junior (acronimo di "Melodi Grand Prix Junior") è un song contest danese per bambini di età compresa tra gli 8 e i 15 anni. Nacque nel 2000 come variazione del Dansk Melodi Grand Prix, prima dell'avvento dell'ora defunto MGP Nordic nel 2002, che lo sostituì come festival di selezione giovanile nazionale per il paneuropeo Junior Eurovision Song Contest dal 2006 al 2009.

## Storia
MGP venne inaugurato nel 2000 con il nome "Børne1erens Melodi Grand Prix", ma già dal 2001 il suo nome venne cambiato in "Melodi Grand Prix", da non confondersi con il Dansk Melodi Grand Prix, un festival per cantanti adulti che seleziona i rappresentanti della Danimarca per l'Eurovision Song Contest.
Nel 2002, l'idea di un concorso musicale per ragazzini prese piede in altri paesi scandinavi e l'MGP permise lo sviluppo di una competizione nordica pan-scandinava, l'MGP Nordic, con selezioni nazionali in Svezia e Norvegia.
Nel 2003, MGP si ingrandì, con l'Unione europea di radiodiffusione che tenne un European Song Contest al Forum di Copenaghen il 15 novembre. In quell'occasione venne chiamato Junior Eurovision Song Contest.
Nel 2006, Danimarca, Svezia e Norvegia si ritirarono dal concorso paneuropeo, per protestare contro il trattamento riservato ai concorrenti nella versione europea, e venne ripreso l'MGP Nordic.
Nel 2007 l'adesione all'MGP Nordic incluse anche la Finlandia. Nel 2010, l'MGP Junior danese non si tenne in seguito del ritiro della Svezia si ritirò e inviò vincitore allo Junior Eurovision Song Contest. DR alla fine ha rianimò la competizione all'inizio del 2011, che da quel momento in poi si tiene prima del regolare Dansk Melodi Grand Prix.

## Presentatori
- Camilla Ottesen (2000–03)
- Peter Palshøj (2000)
- Michel Castenholt (2000)
- René Dif (2001)
- Gordon Kennedy (2002–03)
- Nikolaj Kirk (2002)
- Mads Lindemann (2004)
- Christine Milton (2004)
- Jacob Riising (2005, 2008, 2012–13, 2021)
- Bruno (2006–08)
- Signe Lindkvist (2006)
- Jeppe Vig Find (2007)
- Mikkel Kryger Rasmussen (2009)
- Sofie Linde Lauridsen (2009, 2014–15)
- Peter Mygind (2011)
- Sofie Lassen-Kahlke (2012)
- Shirley (2013)
- Ole Thestrup (2013)
- Martin Brygmann (2014)
- Søren Rasted (2015)
- Joakim Ingversen (2014 (greenroom), 2015–16, 2019–2020)
- Sofie Østergaard (2016–17)
- Barbara Moleko (2017)
- Mette Lindberg (2018)
- Kristian Gintberg (2018, 2020)
- Silja Okking (2019)
- Anna Lin (2021)

## Winners of Danish MGP
| Anno | Sede                           | Data         | Artista           | Canzone                    |
| ---- | ------------------------------ | ------------ | ----------------- | -------------------------- |
| 2000 | TV-Byen, Søborg                | 13 aprile    | FemininuM         | "Sort sort snak"           |
| 2001 | TV-Byen, Søborg                | 7 aprile     | Sisse Søby        | "Du har brug for mig"      |
| 2002 | TV-Byen Studio 3, Copenaghen   | 23 marzo     | Razz              | "Kickflipper"              |
| 2003 | TV-Byen Studio 3, Copenaghen   | 3 maggio     | Anne Gadegaard    | "Arabiens drøm"            |
| 2004 | TV-Byen Studio 3, Copenaghen   | 25 settembre | Cool Kids         | "Pigen er min"             |
| 2005 | DR Studio, Aarhus              | 17 settembre | Nicolai Kielstrup | "Shake, Shake, Shake"      |
| 2006 | DR Studio, Aarhus              | 16 settembre | SEB               | "Tro på os to"             |
| 2007 | DR Studio, Aarhus              | 15 settembre | Amalie Høegh      | "Til solen står op"        |
| 2008 | Musikhuset, Aarhus             | 20 settembre | The Johanssons    | "En for alle, alle for en" |
| 2009 | DR Studio, Aarhus              | 26 settembre | Pelle B           | "Kun min"                  |
| 2011 | Ballerup Super Arena, Ballerup | 5 marzo      | Chestnut Avenue   | "Tro på dig selv"          |
| 2012 | Gigantium, Aalborg             | 28 gennaio   | Energy            | "Jeg bli'r ved"            |
| 2013 | Jyske Bank Boxen, Herning      | 2 febbraio   | Kristian          | "Den første autograf"      |
| 2014 | Arena Fyn, Odense              | 15 marzo     | Emma Pi           | "Du ser den anden vej"     |
| 2015 | Gigantium, Aalborg             | 14 febbraio  | Flora Ofelia      | "Du du du"                 |
| 2016 | Forum, Horsens                 | 20 febbraio  | Ida & Lærke       | "Bar' for vildt"           |
| 2017 | Jyske Bank Boxen, Herning      | 4 marzo      | Bastian           | "Frikvarter"               |
| 2018 | Gigantium, Aalborg             | 17 febbraio  | Mille             | "Til Næste År"             |
| 2019 | Jyske Bank Boxen, Herning      | 2 marzo      | SODA              | "Bedste veninder"          |
| 2020 | Royal Arena, Copenaghen        | 29 febbraio  | Liva              | "Ingen plan B"             |
| 2021 | DR Byen, Copenaghen            | 27 febbraio  | Emilie            | "Ikke som de andre piger"  |
| 2022 | Jyske Bank Boxen, Herning      | 26 febbraio  | Emma              | "Hater"                    |